# Gowdagere, Chiknayakanhalli
Gowdagere là một làng thuộc tehsil Chiknayakanhalli, huyện Tumkur, bang Karnataka, Ấn Độ.